# Mambusao, Capiz
Mambusao là một đô thị hạng 4 ở tỉnh Capiz, Philippines. Theo điều tra dân số năm 2000 của Philipin, đô thị này có dân số 36.793 người trong 7.421 hộ.

## Các đơn vị hành chính
Mambusao được chia thành 26 barangay.
| - Atiplo - Balat-an - Balit - Batiano - Bating - Bato Bato - Baye - Bergante - Bunga - Bula - Bungsi - Burias - Caidquid | - Cala-agus - Libo-o - Manibad - Maralag - Najus-an - Pangpang Norte - Pangpang Sur - Pinay - Poblacion Proper - Poblacion Tabuc - Sinondojan - Tugas - Tumalalud by: Christer F. Bayot |